# Dynafleet
Dynafleet — це транспортна інформаційна система, запроваджена Volvo Truck Corporation і серійно встановлювана на вантажних автомобілях власного виробництва. Система дає змогу користувачеві переглядати ряд параметрів в режимі реального часу, у тому числі поточного місцезнаходження транспортного засобу, витрати палива, показників забруднення повітря, тривалості роботи водіїв, інтервалів технічного обслуговування тощо. Таку систему розпочали впроваджувати у 1994.

## Принцип роботи системи
Основою системи Dynafleet є GPS/GSM термінал, який виконує функції визначення координат за допомогою приймача сигналів від супутників системи GPS, збір інформації від бортового обладнання та додаткових датчиків, встановлених на автомобілі, пересилання інформації по каналах GSM-зв'язку, управління бортовим обладнанням по командах, що надходять від оператора. Зібрана на борту автомобіля інформація передається на сервер у вигляді бінарного AVL пакета, що містить дані (відмітки часу, визначені за атомним годинником системи GPS, поточні значення трьох координат, визначених на кожний зафіксований момент часу, значення параметрів встановлених на автомобілі датчиків, у тому числі, датчиків системи OBD. В основі програмного забезпечення системи є вебзастосунковий пакет прикладного програмного забезпечення, який працює у середовищі Windows. Зареєстрований у системі Dynafleet користувач має можливість отримувати доступну для нього інформацію із сервера за допомогою клієнтської частини програмного забезпечення, або через WEB-браузер. Основними клієнтами цієї системи є водії, диспетчери підприємств, які здійснюють перевезення та/або здійснюють технічне обслуговування транспортних засобів, а також, зареєстровані власники вантажів, які перевозяться на даний час.

## Обмін інформацією водія із диспетчерськими та технічними службами
У перших версіях Dynafleet 2,0 водій та диспетчерські служби мали можливість взаємного обміну через SMS-повідомлення. У останніх версіях можливість взаємного обміну інформацією здійснюється через комунікаційний монітор автомобіля.
Також розроблені і запроваджуються версії програмного забезпечення для мобільних пристроїв iPhone, iPad та Android.
Останні версії програмного забезпечення обчислюють показники паливної економічності для чотирьох ключових режимів руху: розгін та гальмування; оптимальність використання двигуна і передавальних чисел; вибір швидкості; стоянки, що дозволяє водієві економити паливо.